# Comuna Limanu, Constanța
Limanu este o comună în județul Constanța, Dobrogea, România, formată din satele 2 Mai, Hagieni, Limanu (reședința) și Vama Veche. Comuna este situată la extremitatea sud-estică a județului Constanța și se învecinează la sud cu Bulgaria, la vest cu comuna Albești, la nord cu comuna Pecineaga și cu orașul Mangalia, iar la est cu Marea Neagră.

## Demografie
Componența etnică a comunei Limanu
     Români (82%)
     Ruși lipoveni (2,65%)
     Tătari (2,44%)
     Alte etnii (1,18%)
     Necunoscută (11,73%)
Componența confesională a comunei Limanu
     Ortodocși (80,35%)
     Musulmani (3,06%)
     Creștini de rit vechi (2,03%)
     Alte religii (1,73%)
     Necunoscută (12,83%)
Conform recensământului efectuat în 2021, populația comunei Limanu se ridică la 6.350 de locuitori, în creștere față de recensământul anterior din 2011, când fuseseră înregistrați 6.270 de locuitori. Majoritatea locuitorilor sunt români (82%), cu minorități de ruși lipoveni (2,65%) și tătari (2,44%), iar pentru 11,73% nu se cunoaște apartenența etnică. Din punct de vedere confesional, majoritatea locuitorilor sunt ortodocși (80,35%), cu minorități de musulmani (3,06%) și creștini de rit vechi (2,03%), iar pentru 12,83% nu se cunoaște apartenența confesională.

## Politică și administrație
Comuna Limanu este administrată de un primar și un consiliu local compus din 15 consilieri. Primarul, Gheorghe-Daniel Georgescu[*], de la Partidul Social Democrat, este în funcție din 2016. Începând cu alegerile locale din 2024, consiliul local are următoarea componență pe partide politice:
|  | Partid                          | Consilieri | Componența Consiliului | Componența Consiliului | Componența Consiliului | Componența Consiliului | Componența Consiliului | Componența Consiliului | Componența Consiliului | Componența Consiliului | Componența Consiliului |
|  | ------------------------------- | ---------- | ---------------------- | ---------------------- | ---------------------- | ---------------------- | ---------------------- | ---------------------- | ---------------------- | ---------------------- | ---------------------- |
|  | Partidul Social Democrat        | 9          |                        |                        |                        |                        |                        |                        |                        |                        |                        |
|  | Partidul Național Liberal       | 3          |                        |                        |                        |                        |                        |                        |                        |                        |                        |
|  | Alianța Dreapta Unită           | 2          |                        |                        |                        |                        |                        |                        |                        |                        |                        |
|  | Alianța pentru Unirea Românilor | 1          |                        |                        |                        |                        |                        |                        |                        |                        |                        |